# Leo clubs
Les Leo clubs sont une organisation de jeunes du Lions Clubs International.
Les Leo clubs encouragent les jeunes à développer des qualités de leadership en participant à des actions sociales de service. Chaque Leo club est parrainé par un Lions Club lors de leur création.
Les membres du Leo club sont appelés « Leos ». Ils mènent divers projets dans divers domaines, comme la précarité, la santé, la vieillesse, l'enfance, le handicap, l'éducation, l'environnement et le développement personnel. Les Leos peuvent collecter des fonds en menant des projets de collecte de fonds et organiser des actions de terrain. Ils peuvent mener des projets avec un autre Leo club, un Lions club parrain ou avec une organisation extérieure. Le Leo club constitue un programme officiel du Lions Clubs International.
À l'instar de son organisation mère, son siège se situe à Oak brook, dans la proche banlieue de Chicago, États-Unis, et constitue un mouvement apolitique et areligieuse, opérant dans le monde entier, au travers des clubs locaux.
Ses devises officielles sont « We Serve » ainsi que « Where there is a need, there is a Leo », et son logo, adopté en 1957, représente l'acronyme LEO (« Leadership, Experience, Opportunity »), entouré de deux têtes de lions.
Les dirigeants de l'ensemble des organisations composant le Leo Club sont choisis pour une année seulement, dans un objectif de roulement des responsabilités au sein de l'organisation, à l'échelle internationale, nationale ou locale.
Basé sur un principe de « 1 € collecté = 1 € reversé », le fonctionnement du Leo Club est assuré au travers de la contribution financière de ses membres. Ses activités sociales sont directement financées par lui, ou par les dons reçus à la fondation du Lions Clubs International dans cet objectif. Le Leo club reverse l'ensemble des fonds qu'il collecte lors de ses opérations aux causes qu'il défend.
Les opérations du Leo Club consistent en des actions de terrain ou des actions de financement de projets associatifs locaux, dans le monde entier.

## Histoire
En 1957, Jim Graver, entraîneur de l'équipe de baseball de l'Abington High School, en Pennsylvanie, un membre actif du Lions Club de Glenside décide, avec l'aide de William Ernst, un autre membre du Lions Clubs, de fonder le premier club à destination des jeunes, le premier Leo club, le Leo Club Abington Glenside.
Ce premier Leo club a adopté les couleurs marron et or du lycée, ainsi que la devise « Leadership, Equality, Opportunity ». Le mot Equality a, par la suite, été changé en Experience.
Par la suite, d'autres clubs voient le jour aux États-Unis sur le même modèle, dont un deuxième club en Pennsylvanie, en 1963, puis un Leo club à New York en 1964.
En 1964, le Leo club devient un programme officiellement parrainé par le Lions Clubs International, et se développe alors dans de nombreux États américains et au-delà des États-Unis d'Amérique, dans l'ensemble des pays où le Lions Clubs est implanté. Il s'exporte notamment en Europe et en particulier en France à partir de 1968.
En 1967, le Leo club se composait de 200 clubs, répartis dans 18 pays, et de 918 clubs répartis dans 48 pays fin 1968.
Aujourd'hui, le Leo club regroupe plus de 200,000 membres et plus de 7 700 clubs, répartis dans plus de 150 pays à travers le monde.

## Leo clubs Alpha et Omega

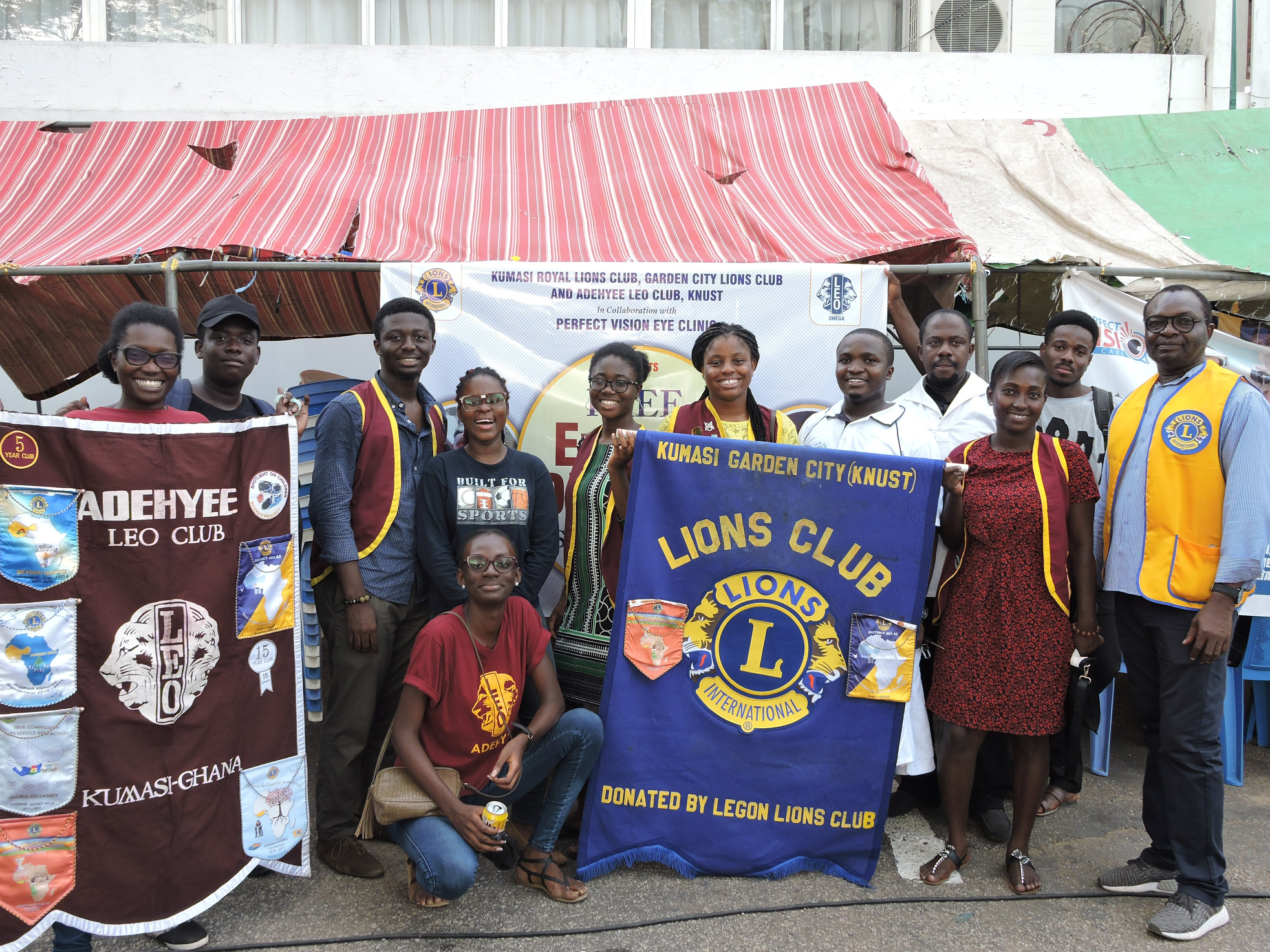
Des Leos ghanéens posant avec les membres du Lions club.

Il existe deux volets du programme des Leo clubs, les Leo clubs Alpha et les Leo Clubs Omega.
Les Leo clubs Alpha sont ceux composés de membres âgés de 12 à 18 ans. Les Leo clubs Omega sont ceux composés de membres âgés de 18 à 30 ans.

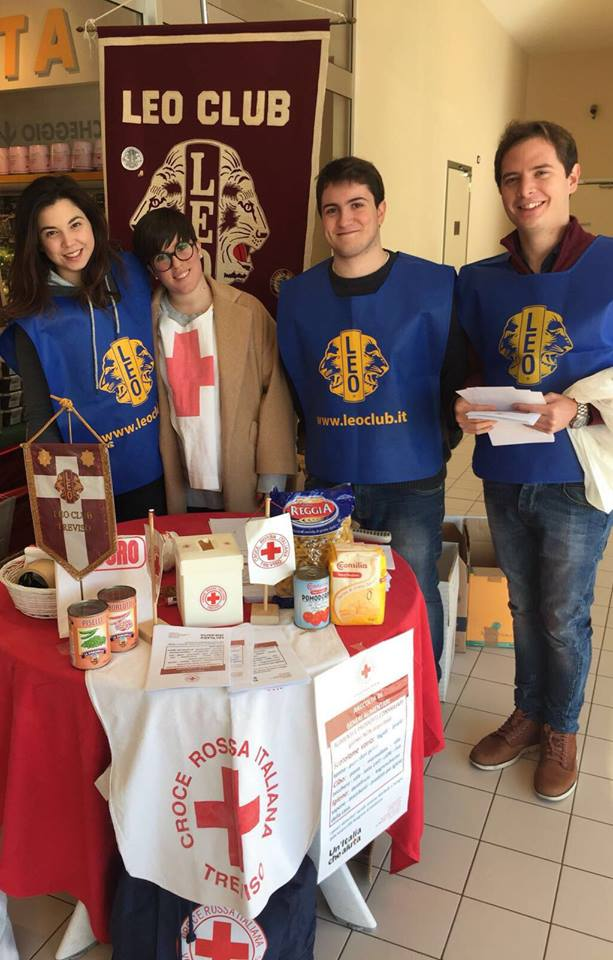
Action du Leo Club de Trévise pour la Croix-Rouge italienne

L'âge maximum d'adhésion au programme du Leo club est de 31 ans. Il n'y a pas de différences majeures dans les opérations des Leo Clubs Alpha et Omega.

## Actions
Les Leos mènent des actions solidaires et caritatives au profit d'associations ou au profit direct d'une cause spécifique. Ces actions sont menées au niveau local, régional, national ou international et couvrent plusieurs domaines d'action.
Au niveau européen, le Leo club a initié trois principales actions en faveur de l'environnement (Leo4Green), contre la faim (LeoFightsHunger) et en faveur de l'enfance (Leo4Kids), qui ont vocation à rassembler les Leo clubs européens sur ces thématiques et concevoir des actions de terrain et de sensibilisation.
Dans chaque pays, le Leo club est coordonné par un district ou un district-multiple, dans lequel s'organise des rassemblements annuels régionaux et nationaux. À l'échelle européenne, s'organise annuellement le Forum européen Leo (Leo Europa Forum) qui rassemble les Leos des pays européens et méditerranéens. Il existe également d'autres rassemblements spécifiques à certaines zones géographiques, comme le Leo Leadership Forum, regroupant les Etats-Unis et le Canada, ou encore le LeoMED, qui rassemble les Leos des pays méditerranéens.
A l'échelle internationale, les Leos assistent à la convention internationale annuelle du Lions Clubs International.

## Le Leo Club en France
Le Leo Club en France s'étend sur l'ensemble de la France métropolitaine et forme le District Multiple Leo 103 France. Le premier Leo club est fondé à Lille en 1968 et de nombreux clubs voient ensuite le jour dans d'autres villes françaises, comme à Paris en 1970.
Aujourd'hui, le Leo Club représente 47 clubs répartis sur le territoire.
Le District Multiple est une structure administrative, constituée en fédération regroupant l'ensemble des clubs, recouvrant l'ensemble du territoire métropolitain, et divisée en 15 « districts », correspondant peu ou prou aux régions métropolitaines. Chaque district est coordonné par un représentant de district qui assure la gestion du district, la diffusion des informations auprès des clubs et fédère les clubs sur des actions de plus grande ampleur.
Le District Multiple est administré par un conseil d'administration national et dirigé par un Bureau national, sous la responsabilité d'un président dont le titulaire de la fonction change tous les ans.
À l'échelle locale, chaque club est une association loi 1901 avec un président, un trésorier et un secrétaire.
Chaque année, le Leo Club participe, aux côtés du Lions Clubs et de l'Association française contre les myopathies, au Téléthon en recevant les appels au 36 37, sur le plateau de France Télévisions. Également, le Leo Club participe annuellement aux collectes nationales de la Banque alimentaire,, ainsi qu'à la journée du World Clean Up Day aux côtés des acteurs locaux,.
Depuis 2004, le Leo Club s'est engagé au profit de la sécurité routière au travers de l'opération « Capitaine de Soirée », en sensibilisant les jeunes à l'entrée et à la sortie des boîtes de nuit et en empêchant ces derniers de prendre le volant en cas d'alcoolémie trop élevée.
Depuis 2008, le Leo Club est engagé aux côtés du Lions Clubs et de l'Établissement Français du Sang, dans l'opération « Sang pour Sang Campus » afin de promouvoir le don de sang et organiser des collectes sur les campus universitaires.
Depuis 2015, de nombreux clubs organisent des repas dans le noir afin de sensibiliser la population à la cécité visuelle.
Le Leo Club est également à l'origine, aux côtés du Lions Clubs, de certains évènements et festivals solidaires tels que la Fabrique à Merveilles, organisée annuellement à Oyonnax (Ain), un marché de créateurs regroupant des artisans et artistes ; le Orléans Bière Festival, un festival de la bière artisanale organisé au profit d'une association partenaire et rassemblant chaque année plus de 4,000 visiteurs ; ainsi que le Bière à Brive Festival, un festival de la bière artisanale organisé à Brive-la-Gaillarde (Corrèze) et accueillant plus de 1,200 visiteurs, au profit de l'action « Vacances Plein Air » du Lions Clubs, permettant d'envoyer des enfants de familles en difficulté en vacances, ainsi que pour l'accueil des familles d'enfants malades de l'hôpital de Brive. Également, le Leo Club est à l'initiative de concerts, comme le concert solidaire « À coeur battant », organisé annuellement dans le Morbihan au profit d'associations locales.
Depuis 2019, le Leo Club organise également, aux côtés du Lions Clubs, les 10km du 9, une course solidaire se déroulant à Paris, dans le 9e arrondissement, rassemblant 1 400 coureurs au profit de plusieurs associations.
En 2023, le Leo Club comptabilise plus de 266 000 euros reversés aux bénéficiaires des causes défendues et aux associations bénéficiaires.

## Personnalités liées au Leo Club

### France
Certaines personnalités politiques ont été membres du Leo Club en France, tels que l'ancien secrétaire général adjoint des Nations Unies, ancien ministre et ancien maire de Toulouse, Philippe-Douste Balzy qui en fut membre à Toulouse en 1971, l'actuel président de la région Provence-Alpes-Côte d'Azur, Renaud Muselier, qui fut membre à Marseille et qui occupa également le poste de Président National du Leo Club France en 1981 ainsi que Dominique Baudis, ancien défenseur des droits, qui fut membre à Toulouse dans les années 1970.
Également, Jean-Daniel Beurnier, actuel président de l'école de commerce française Kedge Business School, fut membre du Leo Club à Marseille en 1988.